# Shoaling

Shoaling beim Einlaufen von Tiefwasserwellen in einen Flachwasserbereich

Als Shoaling (englisch gesprochen [ʃəʊlɪŋ]) oder Shoaling-Effekt wird im Küstenwasserbau die gleichzeitige Verringerung der Wellenlänge und Vergrößerung der Wellenhöhe bezeichnet, die beim Einlaufen einer Tiefwasserwelle in einen Flachwasserbereich der Küste zu beobachten ist.
Läuft eine Tiefwasserwelle in einen Flachwasserbereich ein und berührt die Welle den Grund des Gewässers, wird die Wellengeschwindigkeit und damit die Wellenlänge verringert. Aus Gründen der Energieerhaltung muss die reduzierte Bewegungsenergie in potentielle Energie (Lageenergie) umgewandelt werden, was durch eine vergrößerte Wellenhöhe sichtbar wird. Der Shoaling-Effekt nimmt bei abflachendem Gewässer immer weiter zu, bis die Welle bricht.

## Mathematische Beschreibung
Die Ausprägung des Shoalings kann durch das Verhältnis der Wellenhöhe im Flachwasserbereich {\displaystyle \textstyle H} zur Wellenhöhe im Tiefwasserbereich {\displaystyle \textstyle H_{0}} beschrieben und durch den Shoaling-Faktor {\displaystyle \textstyle K_{s}} abgekürzt werden. Bei Annahme eines konstanten Energieflusses ist auch eine Beschreibung über die Wellengeschwindigkeit im Tiefwasser {\displaystyle \textstyle c_{0}} und die Gruppengeschwindigkeit {\displaystyle \textstyle c_{g}} möglich:
{\displaystyle K_{s}={\frac {H}{H_{0}}}={\sqrt {{\frac {1}{2}}\cdot {\frac {c_{0}}{c_{g}}}}}}